# Nentershausen (Westerwald)
Nentershausen település Németországban, Rajna-vidék-Pfalz tartományban. Lakosainak száma 2109 fő (2023. december 31.). Nentershausen Nomborn és Girod községekkel határos.

## Népesség
A település népessége az elmúlt években az alábbi módon változott:
| Lakosok száma | 1602 | 1980 | 2022 | 2017 | 2062 | 2085 | 2109 |
|               | 1975 | 2014 | 2017 | 2019 | 2021 | 2022 | 2023 |